# Три-Риверс
Три-Риверс (англ. The Three Rivers, букв. три реки) — общее имя, которое дано трём связанным с приливами и отливами устьям рек в восточной части Острова Принца Эдуарда (Канада). Эти три реки — Брюднелл, Кардиган и Монтегю впадают в бухту Кардиган в проливе Нортамберленд и при впадении образуют пальцеобразные эстуарии.
Три реки включают неиспорченную цивилизацией природную среду, в том числе солончаки, песчаные пляжи и смешанные леса. Перелётные водоплавающие птицы часто посещают лиманы, а форель и лосось живёт и размножается в реках. Реки доступны для каноэ на расстоянии 52 километров.
Микмаки жили в этих местах еще до появления в этих местах европейцев, а с 1732 года здесь стали селиться французские колонисты, которые быстро оценили удобную бухту и богатые рыбой реки. В настоящее время на реках расположены населённые пункты Монтегю, Кардиган и Джорджтаун.
В 2004 году Три Реки были включены в Список охраняемых рек Канады (Canadian Heritage Rivers).